# 若昂·米兰达
小若昂·米兰达·德索萨（葡萄牙語：João Miranda de Souza Filho；1984年9月7日—），是一名已退役的巴西足球運動員，擔任中堅。前巴西国家队隊員。
米蘭達在哥列迪巴展開他的職業生涯，他在2005-06年賽季在法甲索肖效力一個賽季以後便返回巴西效力當地傳統班霸聖保羅。他在2011年加盟西甲俱樂部馬德里競技並協助馬競獲取數個本土和洲際賽事錦標。
米蘭達在2009年首次為巴西扳甲上陣，更是巴西在2009年聯合會盃奪冠功臣之一。

## 球會

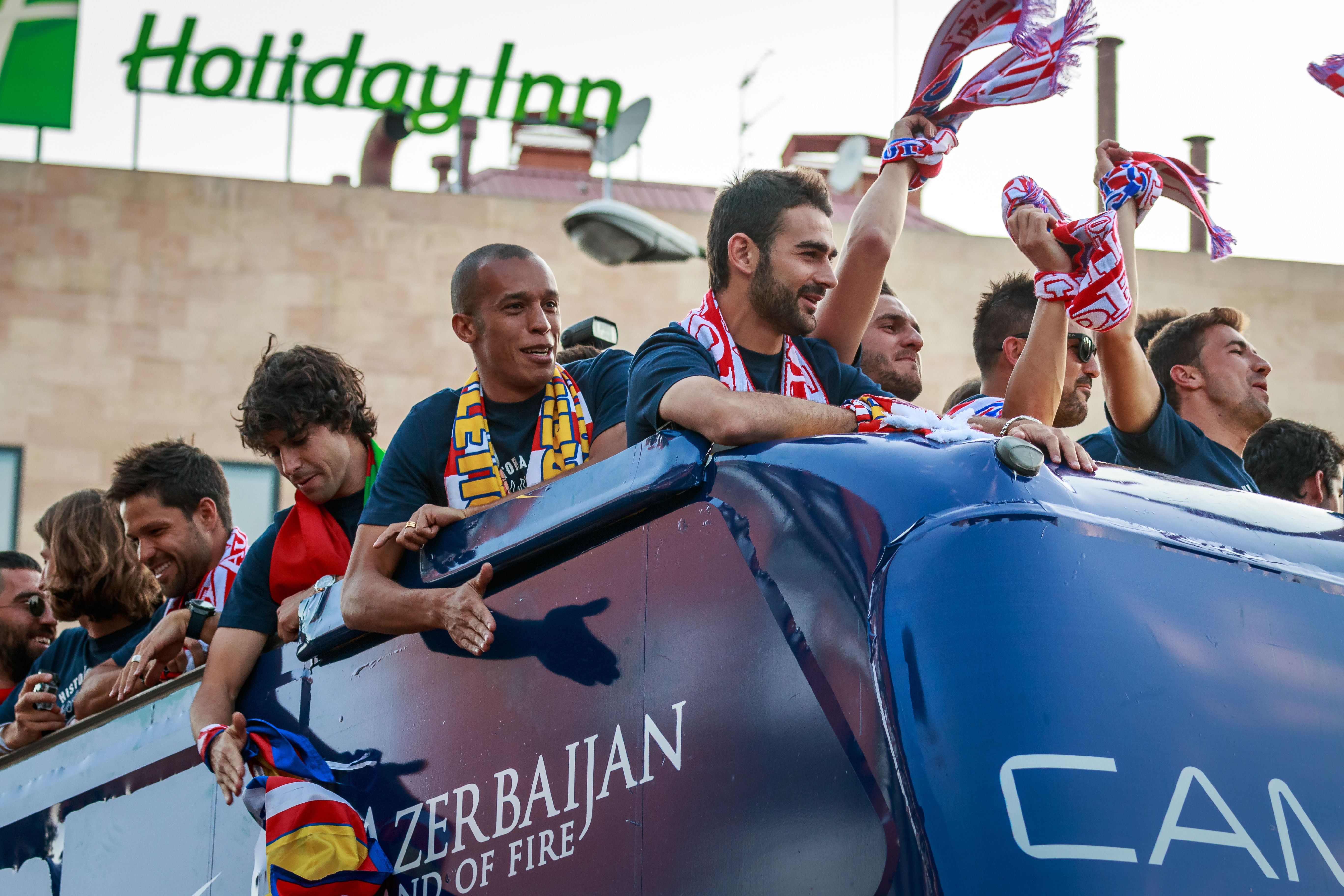
米蘭達在2014年馬德里競技的西甲冠軍巡遊

### 早年/聖保羅
米蘭達的職業生涯在哥列迪巴展開，他合共為球隊上陣89場並打進六個進球。在2005年7月29日，米蘭達加盟法甲球隊索肖，並簽訂四年合約。米兰达在加盟首季為球季上陣20次，協助索察以中游位置完全該季法甲賽事，但他没有在法國定居，他很快就回到他的祖國巴西。
2006年8月，在米蘭達加盟索察僅僅一年，他被租借到巴西傳統勁旅聖保羅。 在同一年，聖保羅奪得2006年巴甲冠軍。他也協助球隊在接下來兩年再度衛冕巴甲冠軍。球隊也分別在2007和2008年.入選「年度最佳球隊」。 米蘭達雖然未能為聖保羅奪取更多不同錦標，但他個人出色的表演是無地置疑的。因為他獲得2009年和2010年的巴西聯賽最佳球員的稱號，足以證明他為聖保羅貢獻之大。

### 馬德里競技

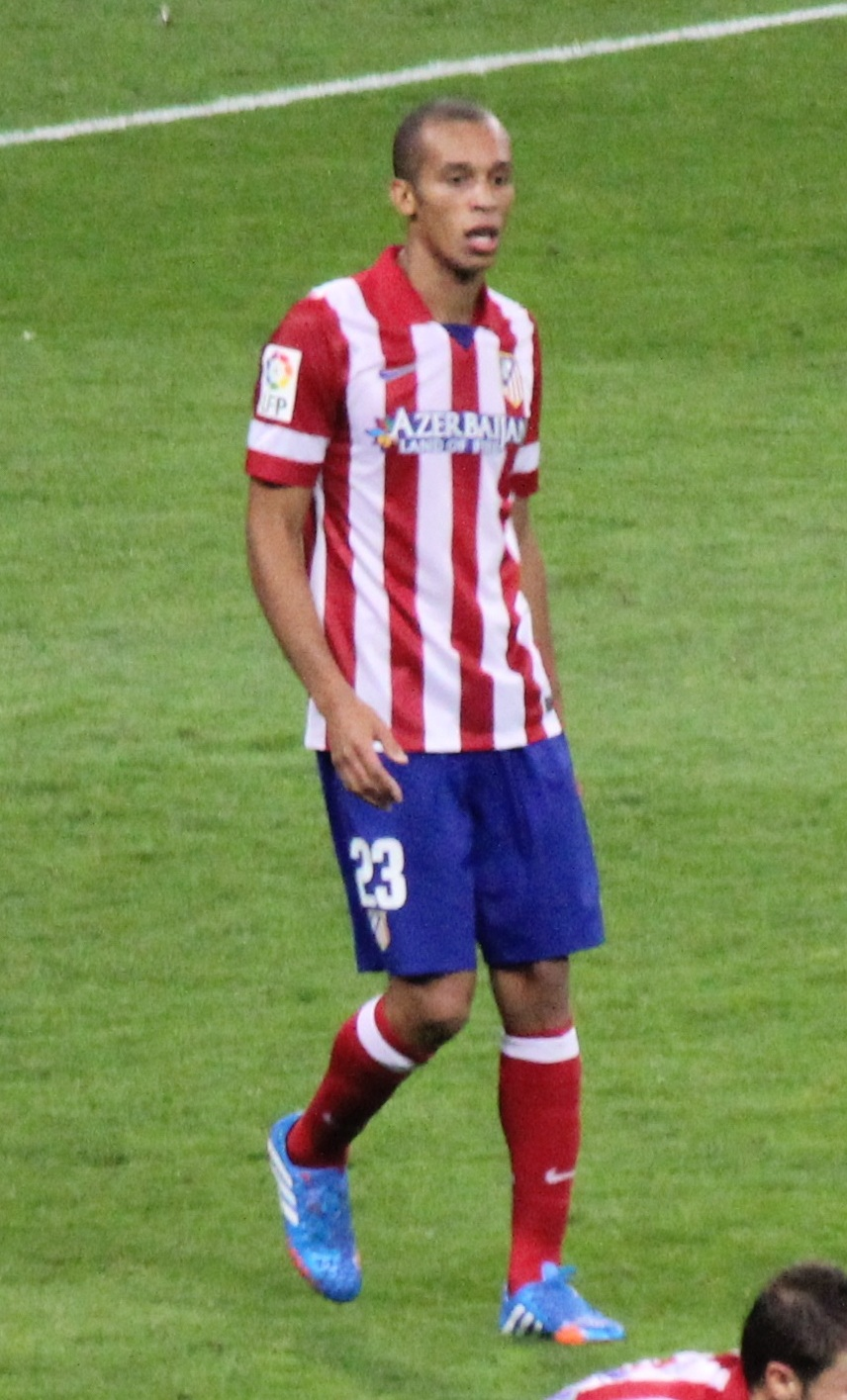
米蘭達在2013-14賽季的馬德里打吡

米蘭達在2011年7月加盟西甲球隊馬德里競技，他早在2011年1月得知羅保羅不跟他續約之後就與有外號「床單軍團」之稱的馬德里競技簽訂3年合約，並在2011年7月生效。 米蘭達在2011年8月25日2011–12年歐霸盃附加賽第二回合作客葡超球會甘馬雷斯的比賽中在下半場以替補身份第一次為「床單軍團」上陣。協助球隊大勝4:0兼晉級該季歐霸盃小組賽。 同年的9月10日，米蘭達在11-12球季球隊面對華倫西亞的比賽首次為在西甲上陣，而射入全場唯一入球。令「床單軍團」以0:1敗予對手。
2012年3月11日對陣格蘭納達，這位巴西後衛打進他在床單軍團和西甲的第一個進球。他接應隊友高甸的傳球將皮球頂到網的左上角，賽令球隊最終以2:0戰勝對手。在同年4月8日，米蘭達在與同季追逐2012-13賽季歐冠聯賽資格賽的對手利雲特的關鍵比賽中予人一個不好的印象。他的低級失誤讓對方球員阿魯納·科內在第十分鐘打進第二個進球，更在第83分鐘還因為得到第二張黄牌被罰下，令馬德里競技最終以0:2輸掉了比賽。而利雲特則全取三分上升到第四位也令他缺席下與皇家馬德里的同城打吡。而利雲特獲勝之后在聯賽榜的排名升至第4，超過少賽一場的馬拉加1分，而馬德里競技則遭遇客場3連敗。而米蘭達的失誤也令床單軍團在該季以第五名完成賽事，以2分之差小予馬拉加，只能參加12-13賽季歐霸聯賽。 另外，他在2011–12賽季歐霸盃四強首回合與華倫西亞的比賽中打進一球，令球隊最終以4:2戰勝對手，兩回合合計5:2，打進該屆決賽。
米蘭達在2012年歐洲超級盃與當屆歐聯冠軍車路士中打入一球，協助球隊以4:1大勝對手，繼2010年擊敗意甲球會國際米蘭後再度捧起超級盃。. 
在2013年3月12日，米蘭達與馬德里競技簽訂新的合約，他會留在床單軍團直至2016年夏季。 在同年5月17日西班牙國王盃決賽中米蘭達成為球隊奪冠的功臣，他在加時上半場接應隊友的傳球在門框前將皮球頂入，令球隊反超以2:1，最終也以同樣的比分擊敗同城死敵皇家馬德里。而馬競可以在死敵的主場班拿貝球場高舉西班牙國王盃。這也結束了皇馬25場比賽連勝以及自1999年不勝皇馬的尷尬紀錄。
在幫助馬競時隔17年後再度嬴取西甲冠軍寶座之後，米蘭達力壓隊友菲利佩·路易斯以及皇馬球員沙治奧·拉莫斯，被選為該賽季西甲年度最佳後衛。

### 國際米蘭
2015年6月30日,意甲俱樂部國際米蘭宣佈他們已經簽下米蘭達。

## 國家隊
2007年8月20日，米蘭達首次獲得巴西國家隊的徵召。，代替盧斯奧參加對阿爾巴尼亞的友誼賽， 但他沒有機會上陣，僅作為後備球員。一年多後，米蘭達終獲代表巴西上陣的機會，在2009年4月1日的2010年世界盃外圍賽對秘魯的賽事，米蘭達入替了受傷的。
米蘭達入選了2014年世界盃史高拉利的30人大名單，他是國家隊七名後備球員之一。
Under new coach 邓加, Miranda has become a regular starter in the Brazilian defence, replacing former captain 蒂亚戈·席尔瓦 as 大衛·雷斯's central defensive partner. In May 2015, Miranda was included in Brazil's 23-man squad for the 2015 Copa América held in Chile. On 21 June, Miranda replaced the suspended Neymar as captain of the Seleção for a 2–1 defeat of Venezuela.
更新於2013年2月6日
| 國家隊     | 球會       | 球季  | 上陣 | 進球 |
| ---------- | ---------- | ----- | ---- | ---- |
| 巴西國家隊 | 聖保羅     | 2009  | 6    | 0    |
| 巴西國家隊 | 馬德里競技 | 2013  | 1    | 0    |
| Total      | Total      | Total | 7    | 0    |

## 榮譽

### 球會
哥列迪巴
- 巴拉那州聯賽: 1

2004年
聖保羅
- 巴西足球甲級聯賽: 3

2006年、2007年、2008年
馬德里競技
- 歐霸盃: 2011–12冠軍
- 西甲: 2013–14冠軍
- 歐洲超級盃: 2012冠軍
- 西班牙國王盃: 2012–13冠軍
- 西班牙超級盃: 2014冠軍
- 歐洲聯賽冠軍盃:  2013–14亞軍
- 西班牙超級盃: 2013亞軍

### 國家隊
巴西
- 2009年聯合會盃冠軍
- 2019年美洲盃冠軍

### 個人
- 巴西聯賽最佳球員: 4

2007, 2008, 2009, 2010
- 巴西銀球獎: 2

2008, 2009

## 外部連結
- （葡萄牙文） CBF
- （葡萄牙文） saopaulofc.net （页面存档备份，存于）
- （英文） sambafoot